# Christian Combaz
Pour les articles homonymes, voir Combaz.
 (mars 2022).
Si vous disposez d'ouvrages ou d'articles de référence ou si vous connaissez des sites web de qualité traitant du thème abordé ici, merci de compléter l'article en donnant les références utiles à sa vérifiabilité et en les liant à la section « Notes et références ».
Christian Combaz, né le 21 septembre 1954 à Alger, est un écrivain et journaliste français.

## Biographie
Issu d'une famille savoyarde de la classe moyenne, originaire des Contamines-Montjoie, né de mère corse en Algérie où son père était expatrié comme ingénieur pétrolier, Christian Combaz passe son enfance à Bordeaux dans un milieu catholique.
Il est élu en 1999 à l'Académie des sciences, belles-lettres et arts de Savoie, avec pour titre académique « correspondant ».
Il est lié à l'écrivain d'extrême droite Renaud Camus dont il a pris la défense en 2000, et qu'il a fait entrer aux éditions Fayard en 2003. Battu au grand prix du roman de l'Académie (2004), il est écarté des éditions Fayard pour avoir publié aux éditions du Rocher un pamphlet intitulé Enfants sans foi ni loi et, surtout, La France mérite mieux que ça, dont un passage, cité par Renaud Camus dans son journal, est remplacé par un pavé blanc par leur commun éditeur.

### Complotiste selon Conspiracy Watch
Conspiracy Watch souligne que les positions de Christian Combaz, entre autres sur le vaccin contre la Covid-19, sont complotistes et sont régulièrement reprises par des sites web conspirationnistes ou d'extrême droite.

## Œuvres
Liste non exhaustive.

### Romans
- Messieurs - Seuil, 1979
- Montefalco - Seuil, 1981
- Constance D - Seuil & Points-roman 1982 ; réédition - Rocher, 1998
- Oncle Octave - Seuil, 1983
- La Compagnie des ombres - Seuil, 1985
- Le Cercle militaire - Seuil, 1987
- À ceux qu'on n'a pas aimés - Seuil, 1988 ; réédition - Fayard, 2000
- Chez Cyprien - Laffont, 1990
- Bal dans la maison du pendu - Laffont, 1991
- Franz - Laffont, 1995
- Une petite vie - Flammarion, 1996
- La Clémence de Neptune - Rocher, 1997
- Jours de France - Rocher, 1998
- Le Seigneur d'Uranie - Flammarion, 1999
- La Barque de nuit - Fayard, 2000
- Une heure avant l'éternité - Fayard, 2001
- Nus et vêtus - Fayard, 2002
- Lion ardent ou la confession de Léonard de Vinci - Fayard, 2003
- Cent ans et demi - Fayard, 2006
- Votre serviteur - Flammarion, 2015
- Rebarbe à Campagnol - Jean-Cyrille Godefroy, 2024

### Essais
- Éloge de l'âge - Laffont, 1987
- Les Sabots d’Émile - Laffont, 1989
- Lettre à Raymond qui ne croit pas au bon Dieu - Laffont 1990
- De l'Est, de la peste et du reste - Laffont 1993
- Égaux et nigauds - Rocher, 2000
- Enfants sans foi ni loi - Rocher, 2003
- La France mérite mieux que ça - Rocher 2005
- Le Roman de Budapest - Rocher, 2006
- Gens de Campagnol - Flammarion, 2012
- Tous les hommes naissent et meurent le même jour - Le Cerf, 2015
- Les Âmes douces - Télémaque, 2015
- Le troisième âge est un tiers état - Le Cerf, 2016
- Portrait de Marianne avec un poignard dans le dos - Le Retour aux sources, 2018

### Théâtre
- Les Encombrants - L’œil du prince, 2003
- Cheval Rose, 2010
- La Petite Hirondelle, 2014

### Chroniques
- La France de Campagnol - La Nouvelle Librairie, 2020

### Manuel
- Parapente, avec Jacques Ségura, Robert Laffont, collection « Sports pour tous », 1990.

### Préfaces
- Ange-Mathieu Mezzadri, Manuel d'autodéfense contre les libéraux libertaires, Éditions Maïa, 2018.
- Jean-Pierre Pelaez, Réflexions sur la création théâtrale en France, 1981-2016, L'Harmattan, 2018.